# Chonecolea doellingeri
Chonecolea doellingeri är en bladmossart som först beskrevs av Christian Gottfried Daniel Nees von Esenbeck, och fick sitt nu gällande namn av Riclef Grolle. Chonecolea doellingeri ingår i släktet Chonecolea och familjen Chonecoleaceae. Inga underarter finns listade i Catalogue of Life.